# 北越急行

北越急行本社

北越急行股份有限公司（日语：／ Hokuetsu Kyūkō */?），簡稱北越急行，是一家總部設於日本新潟縣南魚沼市六日町2902番地1號的鐵路公司。
北越急行是一家第三部門企業，由新潟縣地方政府與沿線17個市町村政府及13個相關企業共同出資成立。其成立目的是要接辦因建設困難及被凍結預算而被停工的北越北線（現北北線）。
在北陆新干线开通之前，由於與JR東日本及JR西日本聯營的特急「白鷹」號廣受旅客歡迎，特急列車收益龐大令北越急行成為少數能夠從鐵路事業經營中獲利的日本第三部門鐵路公司，且是純利最高的日本第三部門鐵路公司。但由于北陆新干线开通之后，特急白鹰号不再运营（转为北陆新干线的白鹰号），其获利能力预计将大幅下降。作為主要投資者的新潟縣因此提出與同為新潟縣出資的越後心動鐵道整合，以及改造為迷你新幹線，以發揮北北線上越‧北陸新幹線間短絡線的優勢。

## 歷史
- 1984年8月30日　成立。
- 1995年（平成7年）3月7日 - 北北線最高難度的鍋立山隧道段完工。
- 1997年3月22日　北北線六日町～犀潟之間通車。
- 2004年10月23日　由於新潟縣中越地震而受損，全線服務暫停。
- 2004年10月26日　犀潟～松代之間恢復服務。
- 2004年11月2日　全線恢復正常。
- 2005年2月11日～3月20日　急行列車「能登」在其中十三日經行北北線路段。
- 2015年3月 北陸新幹線通車，特急「白鷹號」停駛，所擁有的681與683系電聯車渡讓予JR西日本。

## 路線
| 中文線名 | 日文線名 | 起點   | 終點 | 距離（公里） |
| -------- | -------- | ------ | ---- | ------------ |
| 北北線   |          | 六日町 | 犀潟 | 59.5         |

## 車輛

### 現有車輛
- 北越急行HK100型

### 曾經營運車輛
- 北越急行681系2000番台（已渡讓予JR西日本）
- 北越急行683系8000番台（已渡讓予JR西日本）

## 車費與附加費
大人普通旅客運賃（未滿10歲的小孩半價）
| 里程(KM)    | 車費（日圓） | 里程(KM) | 車費（日圓） |
| ----------- | ------------ | -------- | ------------ |
| 最初1 - 3km | 150          | 31 - 33  | 600          |
| 4 - 6       | 170          | 34 - 36  | 660          |
| 7 - 9       | 200          | 37 - 39  | 720          |
| 10 - 12     | 230          | 40 - 42  | 760          |
| 13 - 15     | 260          | 43 - 45  | 800          |
| 16 - 18     | 300          | 46 - 48  | 840          |
| 19 - 21     | 350          | 49 - 51  | 890          |
| 22 - 24     | 410          | 52 - 54  | 920          |
| 25 - 27     | 470          | 55 - 57  | 950          |
| 28 - 30     | 540          | 58 - 60  | 970          |

成人特急附加費（未滿10歲的小孩半價）
- 乘坐特急列車之普通車，需要同時持有乘車券與特急券。

| 里程(KM)  | 指定席（日圓） | 自由席（日圓） |
| --------- | -------------- | -------------- |
| 1 - 50km  | 310            | 210            |
| 51 - 60km | 510            | 410            |

成人特急附加費（未滿10歲的小孩半價）
- 但是現在北北線並無定期急行列車服務

| 里程(KM)  | 指定席（日圓） | 自由席（日圓） |
| --------- | -------------- | -------------- |
| 1 - 50km  | 200            | 100            |
| 51 - 60km | 310            | 210            |

成人指定席附加費（未滿10歲的小孩半價）
- 上述的特急・急行附加費指定席的一欄所示金額已包含指定席附加費。

| 里程(KM) | 車費（日圓） |
| -------- | ------------ |
| 1 - 60km | 100          |

成人Green Car（一等車）附加費（大小同價）
- 乘坐特急列車的Green Car，需要同時持有乘車券、特急券（費用與自由席特急券相同）與Green券。

| 里程(KM) | 車費（日圓） |
| -------- | ------------ |
| 1 - 60km | 510          |

臥舖列車附加費（大小同價）
- 但現在，北北線並無定期臥舖列車服務（過去有臨時列車例如583系寝台電車所行駛的臨時急行「シュプール野沢・苗場」提供臥鋪列車服務）。

| 里程(KM) | A寝台（日圓） | B寝台（日圓） |
| -------- | ------------- | ------------- |
| 1 - 60km | 600           | 500           |

成人Green Car（一等車）附加費（大小同價）。此為2004年12月1日為止的附加費。

- 乘坐特急列車的Green Car，需要同時持有乘車券、特急券（費用與自由席特急券相同）與Green券。

| 里程（公里） | 附加費（日圓） |
| 1～60 km     | 500            |

臥舖列車附加費（大小同價）。此為2004年12月1日為止的附加費。

- 但是，直到2005年1月1日，北北線並無定期臥舖列車服務。

| 里程（公里） | A臥舖（日圓） | B臥舖（日圓） |
| 1～60 km     | 600           | 500           |

## 關聯商品
- 《電車GO!2 高速編》街機版（1998年4月）
- 《電車GO!2》（1999年3月18日發售，PlayStation用軟體）
- 《電車GO!Professional》（1999年12月9日發售，PlayStation用軟體）

## 外部連結
- 北越急行株式會社官方網站（页面存档备份，存于）（日語）